# Kerstin M Lundberg-priset
Kerstin M Lundberg-priset var ett svenskt journalistpris som delades ut mellan 2009 och 2016.
Priset instiftades av Sveriges Radio 2009 och tillägnades radiojournalisten Kerstin M. Lundberg, som gick i pension från Sveriges Radio samma år efter drygt 50 års framstående kulturjournalistisk gärning inom radion. Sveriges Radio ville på det sättet lyfta fram vikten av djuplodande internationell kulturjournalistik i hennes anda.
Priset var på 50 000 kronor och tilldelades en journalist som "med kulturjournalistikens uttrycksmedel och stilistik skärpa breddar kunskapen om kulturliv utanför Sverige": Prisutdelningen brukade äga rum på Bokmässan i Göteborg.

## Pristagare
- 2010 – Steve Sem-Sandberg[2]
- 2011 – Ann Victorin[2]
- 2012 – Kerstin Gezelius[2]
- 2013 – Kristoffer Leandoer[3]
- 2014 – Mats Nileskär
- 2016 – Yukiko Duke